# Isochariesthes brunneomaculata
Isochariesthes brunneomaculata là một loài bọ cánh cứng trong họ Cerambycidae.